# Magazine Gateway (Leicester)
Magazine Gateway – zabytkowy budynek zbudowany w 1410 r. służący jako brama wjazdowa do Newark oraz zamku Leicester. Budynek położony w centrum miasta przy ulicy Waughan Way, Oxford Street przy drodze krajowej A 594 w Anglii.
Nazwa budynku wzięła się od składu amunicji, gdzie była przechowywana podczas angielskiej wojny domowej.
Obok budynku znajduje się Uniwersytet De Montfort oraz Newarke Houses Museum & Gardens.